# Хортен
Хортен (норв. Horten) је град у Норвешкој. Град је у оквиру покрајине Источне Норвешке и припада округу Вестфолд, где је четврти град по значају.

## Географија
Град Хортен се налази у јужном делу Норвешке. Од главног града Осла град је удаљен 90 km јужно од града.
Хортен се налази на југозападној обали Скандинавског полуострва. Град се развио на западној обали Ословског фјорда, залива Северног мора. Сходно томе, надморска висина града иде од 0 до 60 м надморске висине.

## Историја
Први трагови насељавања на месту данашњег Хортена јављају се у доба праисторије. Данашње насеље први пут се помиње 1552. године. Постепено је значаја насеља растао. Хортен је тек 1907. године добио градска права.
Током петогодишње окупације Норвешке (1940—45) од стране Трећег рајха Хортен и његово становништво нису значајније страдали.

## Становништво
Данас Хортен има око 19 хиљада у градским границама и око 26 хиљада на подручју општине. Последњих година број становника у граду се повећава по годишњој стопи од близу 1%.

## Привреда
Привреда Хортена се традиционално заснива на лучким делатностима и индустрији. Последњих година значај трговине, пословања и услуга је све већи.

## Збирка слика
- Пешачка улица у Хортену
- Главна градска црква
- Хортенски канал
- Музеј „Преус“